# Silke Liria Blumbach
Silke Liria Blumbach, bürgerlich: Silke Blumbach (* 13. Dezember 1970 in Göttingen; † 12. Juni 2020), war eine deutsche Dichterin, Schriftstellerin und Übersetzerin. Ihr literarisches Werk verfasste sie überwiegend in albanischer Sprache.

## Biographie
Silke Blumbach wurde in einer Lehrerfamilie geboren. Nach dem Abitur studierte sie an der Ruprecht-Karls-Universität Heidelberg Dolmetschen und Übersetzen und schloss ihr Studium in den Sprachen Französisch, Englisch und Portugiesisch ab. Sie absolvierte  Auslandsaufenthalte in Coimbra und Mons. An der Universität Tirana legte sie die Prüfung in albanischer Sprache ab.
Danach arbeitete sie in verschiedenen Übersetzerbüros in Heidelberg und Berlin und in der albanischen Redaktion der Deutschen Welle, im Informationszentrum der KFOR (1999–2000), im Informationszentrum der Bundeswehr (2000–2002). Sie arbeitete zudem als Übersetzerin an vielen internationalen Konferenzen oder auch bei den Olympischen Winterspielen 1992 in Albertville. Sie war aktives Mitglied der Literaturvereinigung LitOff in Heidelberg und Mitglied des albanischen Schriftstellerverbands.
Sie starb am 12. Juni 2020 im Alter von 49 Jahren.

## Literarisches Werk
Seit ihrer Jugend schrieb Blumbach Gedichte und Prosa und beschäftigte sich mit literarischen Übersetzungen. Sie veröffentlichte drei Gedichtbände (Vierzig Tode in Saranda, Die gesunkene Karavelle, Ein Fluss, der zu den Anfängen fließt), eine Sammlung von Erzählungen (Durch das Jahr nach meinem Tod) und eine Novelle (Tagebuch der Rückkehr) in albanischer Sprache und zusätzlich eine Gedichtsammlung auf Englisch, die in den USA erschien (Außerhalb des Regenbogens meines Herzens). Ihre Gedichte erschienen in mehreren Zeitschriften und Anthologien, die in mehrere Fremdsprachen übersetzt wurden. Für ihr Werk ergänzte sie ihren Namen um die zweiten Vornamen Liria.
Sie war eine der Organisatorinnen des internationalen Literaturfestivals „Tage des Naim“ in Tetovo (Nordmazedonien), die dem albanischen Dichter Naim Frashëri gewidmet sind. Im Rahmen dieses Festivals übersetzte sie die Werke einiger Teilnehmer ins Albanische (beispielsweise die koreanische Lyrikerin Moon Chung-hee und den taiwanesischen Lyriker Li Kuei-hsien).

## Veröffentlichungen
- Dyzet vdekje në Sarandë. Tiranë: Naim Frashëri, 1999
- Karavela e fundosur. Tetovë: Ditet e Naimit, 2002
- Lumi që rrjedh drejt burimit. Tetovë: Ditet e Naimit, 2007
- Ditari i një kthimi. Tiranë: Naim Frashëri, 2010
- Beyond the Bows of the Heart, SHBA 2012 (USA), ISBN 978-1471741241.
- A year after my death. Tetovë: Ditet e Naimit, 2017

## Preise
- „Die Kerze des Naim“, Internationales Festival „Tage des Naim“ (Tetovo, 2001)
- „Flamme des Januars“ (Gjilan, 2003)
- Literaturpreis aus dem Fond des Nadji Naamana (Libanon, 2005)